# 重力微子
重力微子（英語：Gravitino）為結合廣義相對論與超對稱的超引力理论所預言的一个粒子。其為重力子的超對稱伴粒子，是一規範費米子。目前还是一种假想粒子，也被提議為暗物質的候選者。
若其存在，其為自旋3⁄2的費米子，遵守哈希塔-史溫格方程式。重力微子場通常寫作ψμα，其中μ = 0,1,2,3為四維向量指標，而α = 1,2為旋量指標。當μ = 0，會得到負的範數模，一如其他自旋1以上的無質量粒子。這結果是非物理性的；為了符合么正性，必需存在規範對稱來抵銷這些模：δψμα = ∂μεα，其中εα(x)為時空的旋量函數。此一規範對稱性是局域的超對稱轉換，而所得理論為超重力。
重力微子傳遞超重力作用，一如光子傳遞電磁力作用以及理論性的重力子傳遞重力作用。在超重力理論中，發生超對稱破缺時，重力微子會獲得質量。這個效應在不同超對稱破缺模型中差異很大，但若超對稱要想解決標準模型中的層次問題，則重力微子的質量不能超過1 TeV/c2。其實，在統一溫度下，宇宙特定格子點的高能就是0.1~1TeV，由超對稱破缺獲得的質量即小於等於1TeV/c2.由此種破缺的機制獲得質量者，就不能再透過希格斯場機制獲得質量，這是因為質能守恆原理。